# Уачипаэри (язык)
Уачипаэри (Huachipaeri, Huachipaire, «Mashco», Wacipaire) — находящийся под угрозой исчезновения индейский язык, который относится к аракмбутской семье языков, на котором говорит народ уачипаэри, проживающий в районах рек Верхняя Керос и Мадре-де-Дьос в Перу.
Также у них есть диалекты: арасаири, сапитери, тойери (тойоэри, туюнери), уачипаире. Носители диалекта сапитери объединились с народом амаракаэри. Диалект тойери похож на сапитери. Некоторые носители кисамбаэри (диалект языка амаракаэри) объединились с тойери и другие с сапитери. Манукиари — подгруппа тойери и уачипаэри. Пурикиэри может быть подгруппой тойери или арасаири. Арасаири отличается от амаракаэри или уачипаэри.